# Lucio Afranio (console 60 a.C.)
Lucio Afranio (in latino Lucius Afranius; Cossignano, ... – Tapso, 46 a.C.) è stato un politico e generale romano, vissuto nella prima metà del primo secolo a.C..

## Biografia
Homo novus, di origine picena, fu legato di Gneo Pompeo Magno in Hispania durante la guerra contro Quinto Sertorio e in Oriente durante le campagne militari degli anni 66-62 a.C. contro Mitridate VI, re del Ponto. Cassio Dione Cocceiano racconta infatti che Pompeo, dopo aver richiesto inutilmente la Conduene, ovvero la regione per la quale Fraate III (re dei Parti) e Tigrane II (re d'Armenia) stavano litigando, non ricevendo alcuna risposta dal re partico, inviò il suo legato Lucio Afranio a prenderne possesso, per poi condederlo a Tigrane. Afranio, mentre stava attraversando la Mesopotamia settentrionale, contrariamente ai patti conclusi con i Parti, smarrì la strada e subì molti danni (poiché l'inverno era iniziato) a causa soprattutto della mancanza di vettovaglie. E sarebbe morto, insieme al suo esercito, se gli abitanti di Carre non lo avessero accolto e poi guidato nella marcia successiva.
Tornato dalla guerra mitridatica, conclusasi con la morte del re tanto ostile verso i romani, Pompeo volle garantirsi l'approvazione da parte del senato delle conquiste effettuate in Oriente e la rettifica dell'assetto dato all'intera fascia medio-orientale a seguito della lunga campagna di guerra. Per rendere ciò possibile appoggiò caldamente ed in maniera poco cristallina, mediante intrighi, la candidatura al consolato di Lucio Afranio, che riusci ad essere eletto nel 60 a.C. insieme a Quinto Cecilio Metello Celere. Pompeo si aspettava di vedere approvate le sue richieste dal senato, essendo riuscito con successo a piazzare il suo fedele legato in una così importante carica, ma le sue aspettative furono clamorosamente disattese. Non solo il senato iniziò a fare ostruzionismo su tutte le proposte del console, tanto che non riuscì a fare approvare nessuno dei provvedimenti che il suo comandante aveva richiesto, ma questi cominciò anche ad essere fatto bersaglio dei veti del suo collega ed avversario, Metello Celere. Egli infatti godeva della fama, presso il senato, di essere un "imbecille incolto", e Cicerone stesso lo definiva "ignavo" e "indegno del consolato".
L'azione di Marco Porcio Catone Uticense, Quinto Cecilio Metello Celere, Lucio Licinio Lucullo ed altri leader ottimati, stigmatizzata tuttavia da Cicerone, ebbe conseguenze decisive per il futuro della res publica. Infatti rifiutando di accogliere le richieste di Pompeo, ma anche simultaneamente quelle di Cesare e di Crasso, di fatto il senato li spinse l'uno nelle braccia dell'altro, avvicinandoli fortemente e inducendoli a formare l'accordo segreto passato alla storia con il nome di " Primo Triumvirato ". Non è un caso che l'oratore e storico Asinio Pollione, molto vicino politicamente a Cesare, faccia iniziare la sua storia della guerra civile romana (opera perduta) proprio con il consolato di Metello e Afranio, ciò a riprova dell'importanza rivestita, a suo modo, dalla fallimentare esperienza politica del legato pompeiano, che ebbe ricadute fondamentali nella formazione degli assetti politici degli anni immediatamente successivi ad esso. Infatti, quando l'anno dopo (59 a.C.) il mandato dei consoli terminò, i giochi erano ormai fatti, ed il destino dello stato romano appariva deciso dall'accordo segreto fra i tre importanti uomini politici. Cesare, Pompeo e Crasso, appoggiati dalla plebe urbana, dall'esercito e da molti esponenti del ceto equestre, imposero il loro volere esautorando il potere del senato, controllando di fatto lo stato e l'accesso alle magistrature più importanti.
Fu anche pretore nel 72 o nel 71 a.C., mentre fu eletto console per il 60 a.C. insieme a Quinto Cecilio Metello Celere. Ottenne come provincia consolare la Gallia, forse la Cisalpina, ma non è sicuro il suo soggiorno nella provincia. Dal 53 a.C. fu in Spagna, sempre come legato di Pompeo, alla testa di tre legioni, e nel 49 a.C. difese Ilerda durante la guerra civile tra Cesare e Pompeo. Dopo la presa della città ad opera dell'esercito di Gaio Giulio Cesare, ottenne il perdono di quest'ultimo, ma successivamente tornò da Pompeo. Partecipò, sempre nelle file dei pompeiani, alle battaglie di Farsalo e Tapso, e, proprio qui, caduto prigioniero, venne messo a morte.